# Europese kampioenschappen roeien 2015
De Europese kampioenschappen roeien 2015 werden van 29 mei tot en met 31 mei 2015 gehouden in Poznan, Polen.

## Medaillewinnaars

### Mannen
| Bootklasse              | Goud | Goud    | Zilver | Zilver  | Brons | Brons   |
| Skiff M1x               | Kroatië Damir Martin | 6:41,65 | Tsjechië Ondřej Synek | 6:46,40 | Noorwegen Olaf Tufte | 6:46,61 |
| Twee zonder M2-         | Verenigd Koninkrijk James Foad Matt Langridge | 6:27,89 | Frankrijk Germain Chardin Dorian Mortelette                                                                                                  | 6:28,16 | Servië Milos Vasic Nenad Bedik | 6:28,94 |
| Dubbel twee M2x         | Duitsland Marcel Hacker Stephan Krueger | 6:09,32 | Frankrijk Hugo Boucheron Matthieu Androdias                                                                                                  | 6:11,14 | Oekraïne Serhiy Hryn Ivan Futryk | 6:15,80 |
| Vier zonder M4-         | Verenigd Koninkrijk Nathaniel Reilly-O'Donnell Alan Sinclair Tom Ransley Scott Durant                                                                 | 5:55,70 | Griekenland Ioannis Tsilis Dionysios Angelopoulos Georgios Tziallas Ioannis Christou                                                         | 5:57,00 | Wit-Rusland Vadzim Lialin Dzianis Mihal Mikalai Sharlap Ihar Pashevich                                                                                     | 5:57,67 |
| Dubbel vier M4x         | Rusland Vladislav Ryabcev Pavel Sorin Viacheslav Mikhaylevskiy Sergey Fedorovtsev                                                                     | 5:45,61 | Oekraïne Dmytro Mikhay Artem Morozov Olexandr Nadtoka Ivan Dovgodko                                                                          | 5:46,26 | Verenigd Koninkrijk Jack Beaumont Sam Townsend Graeme Thomas Peter Lambert                                                                                 | 5:46,89 |
| Acht M8+                | Duitsland Maximilian Munski Malte Jakschik Maximilian Reinelt Eric Johannesen Anton Braun Felix Drahotta Richard Schmidt Hannes Ocik Martin Sauer (s) | 5:24,23 | Verenigd Koninkrijk Matthew Gotrel Stewart Innes Pete Reed Paul Bennett Mohamed Sbihi Alex Gregory George Nash William Satch Phelan Hill (s) | 5:26,29 | Rusland Anton Zarutskiy Dmitry Kuznetsov Artem Kosov Nikita Morgachev Ivan Balandin Georgij Efremenko Ivan Podshivalov Alexander Kulesh Pavel Safonkin (s) | 5:27,34 |
| Lichte skiff LM1x       | Frankrijk Pierre Houin | 6:54,48 | Slowakije Lukas Babac | 6:56,36 | Slovenië Rajko Hrvat | 6:57,29 |
| Lichte twee zonder LM2- | Verenigd Koninkrijk Joel Cassells Peter Chambers | 6:28,58 | Frankrijk Augustin Mouterde Theophile Onfroy                                                                                                 | 6:28,88 | Duitsland Jonas Kilthau Sven Kessler | 6:34,60 |
| Lichte dubbel twee LM2x | Frankrijk Stany Delayre Jeremie Azou | 6:11,38 | Verenigd Koninkrijk Richard Chambers William Fletcher                                                                                        | 6:14,33 | Noorwegen Kristoffer Brun Are Strandli | 6:15,53 |
| Lichte vier zonder LM4- | Zwitserland Simon Schürch Mario Gyr Lucas Tramèr Simon Niepmann                                                                                       | 5:52,27 | Frankrijk Thibault Colard Guillaume Raineau Thomas Baroukh Franck Solforosi                                                                  | 5:53,69 | Denemarken Kasper Winther Jens Vilhelmsen Jacob Barsoe Jacob Larsen                                                                                        | 5:53,76 |

### Vrouwen
| Bootklasse              | Goud | Goud    | Zilver | Zilver  | Brons | Brons   |
| Skiff W1x               | Tsjechië Mirka Knapkova | 7:30,24 | Zwitserland Jeannine Gmelin | 7:32,00 | Wit-Rusland Tatsiana Kukhta | 7:33,16 |
| Twee zonder W2-         | Verenigd Koninkrijk Helen Glover Heather Stanning | 6:58,28 | Nederland Ellen Hogerwerf Olivia van Rooijen | 7:04,98 | Roemenië Cristina Grigoraș Laura Oprea | 7:12,56 |
| Dubbel twee W2x         | Polen Magdalena Fularczyk Natalia Madaj | 6:55,58 | Litouwen Donata Vistartaite Milda Valciukaite | 6:57,08 | Verenigd Koninkrijk Victoria Thornley Katherine Grainger                                                                                                  | 6:59,63 |
| Dubbel vier W4x         | Duitsland Annekatrin Thiele Marie-Catherine Arnold Carina Baer Lisa Schmidla | 6:18,93 | Nederland Nicole Beukers Chantal Achterberg Inge Janssen Carline Bouw                                                                             | 6:19,54 | Polen Agnieszka Kobus Joanna Leszczyńska Maria Springwald Monika Ciaciuch                                                                                 | 6:20,87 |
| Acht W8+                | Rusland Julia Kalinovskaya Yulia Inozemtseva Elena Lebedeva Anastasia Tikhanova Anastasia Karabelshchikova Aleksandra Fedorova Julia Popova Alevtina Savkina Ksenia Volkova (s) | 6:08,06 | Nederland Monica Lanz Jenny De Jong Lies Rustenburg Sophie Souwer Aletta Jorritsma Claudia Belderbos Wianka van Dorp Heleen Boers Ae-Ri Noort (s) | 6:09,70 | Roemenië Madalina Beres Denisa Tilvescu Mihaela Petrila Ioana Craciun Adelina Cojocariu Irina Dorneanu Roxana Cogianu Andreea Boghian Daniela Druncea (s) | 6:12,99 |
| Lichte skiff LW1x       | Verenigd Koninkrijk Imogen Walsh | 7:37,37 | Zweden Emma Fredh | 7:37,57 | Duitsland Judith Anlauf | 7:41,82 |
| Lichte dubbel twee LW2x | Verenigd Koninkrijk Charlotte Taylor Katherine Copeland | 7:00,71 | Duitsland Ronja Fini Sturm Marie-Louise Draeger                                                                                                   | 7:05,27 | Polen Joanna Dorociak Weronika Deresz | 7:05,36 |

## Medailleklassement
| Plaats | Land                | Goud | Zilver | Brons | Totaal |
| 1      | Verenigd Koninkrijk | 6    | 2      | 2     | 10     |
| 2      | Duitsland           | 3    | 1      | 2     | 6      |
| 3      | Frankrijk           | 2    | 4      | 0     | 6      |
| 4      | Rusland             | 2    | 0      | 1     | 3      |
| 5      | Tsjechië            | 1    | 1      | 0     | 2      |
| 5      | Zwitserland         | 1    | 1      | 0     | 2      |
| 7      | Polen               | 1    | 0      | 2     | 3      |
| 8      | Kroatië             | 1    | 0      | 0     | 1      |
| 9      | Nederland           | 0    | 3      | 0     | 3      |
| 10     | Oekraïne            | 0    | 1      | 1     | 2      |
| 11     | Griekenland         | 0    | 1      | 0     | 1      |
| 11     | Litouwen            | 0    | 1      | 0     | 1      |
| 11     | Slowakije           | 0    | 1      | 0     | 1      |
| 11     | Zweden              | 0    | 1      | 0     | 1      |
| 15     | Wit-Rusland         | 0    | 0      | 2     | 2      |
| 15     | Noorwegen           | 0    | 0      | 2     | 2      |
| 15     | Roemenië            | 0    | 0      | 2     | 2      |
| 18     | Denemarken          | 0    | 0      | 1     | 1      |
| 18     | Slovenië            | 0    | 0      | 1     | 1      |
| 18     | Servië              | 0    | 0      | 1     | 1      |
| Totaal | Totaal              | 17   | 17     | 17    | 51     |